# Svitanok, Rohatîn
Svitanok (în ucraineană Світанок) este localitatea de reședință a comunei Svitanok din raionul Rohatîn, regiunea Ivano-Frankivsk, Ucraina.

## Demografie
Componența lingvistică a localității Svitanok
     Ucraineană (100%)
Conform recensământului din 2001, toată populația localității Svitanok era vorbitoare de ucraineană (100%).